# Emile Hoeterickx
Emile Hoeterickx, né à Bruxelles le 10 janvier 1853 et mort à Ixelles le 19 mai 1923 est un peintre, un décorateur, et un aquarelliste belge.
Il est connu pour ses peintures de paysage, ses marines, ses vues de ville et ses scènes de genre.

## Biographie

### Famille
Hippolyte Emile Hoeterickx, né rue de la Putterie no 54 à Bruxelles le 10 janvier 1853, est le fils de Pierre Jacques Hoeterickx (1817-1895), natif de Lubbeek, en Brabant flamand, garçon de magasin, et de Marie Etienne Josèphe Ballard (1820-1895). Emile Hoeterickx épouse à Londres, le 10 octobre 1882 Ada Catherine Smith (1862-1938), née à Holborn. Ils sont parents d'un fils, Etienne Georges Hoeterickx né à Douvres en 1884 et mort un mois après sa naissance.

### Formation
Emile Hoeterickx est élève de l’Académie royale des beaux-arts de Bruxelles entre 1865 et 1870 et en 1877 et 1878,.

### Carrière
Emile Hoeterickx expose déjà deux aquarelles au Salon de Bruxelles de 1872. Il commence sa carrière comme peintre-décorateur au Théâtre de la Monnaie à Bruxelles et au Théâtre de Lille. En janvier 1877, de concert avec plusieurs autres jeunes artistes, alors peu connus, tels le peintre Franz Seghers ou le sculpteur Julien Dillens, Emile Hoeterickx décide d'exposer lui-même ses toiles au Lucas Huys à Bruges, en marge des Salons officiels. Le succès est assuré quand le roi Léopold II lui achète une œuvre Le Jeune flûtiste qu'il vient d'exposer. Cette œuvre est, selon le quotidien L'Écho du parlement, « vraie et pittoresque d'attitude, lumineuse et colorée , tout en restant dans une gamme de gris fins et solides »,.
En 1880, il devient membre du cercle artistique L'Essor. Il séjourne à Paris en 1882, et réalise plusieurs œuvres représentant des scènes de rue animées, son sujet de prédilection, aux côtés de ses marines, paysages et scènes de plages. Le roi Léopold II lui achète des œuvres en 1881 et 1882.
Spécialiste de l'aquarelle, il est membre du comité de la Société royale belge des aquarellistes peu avant 1884 et participe régulièrement à leurs expositions annuelles de 1889 à 1913. 
Il peint néanmoins quelques tableaux dans un style impressionniste, et se consacre également à la création de mobilier. Emile Hoeterickx s'installe rue de Livourne à Ixelles. En 1890, il devient professeur de l'École des arts décoratifs et industriels d'Ixelles. Ses contemporains le décrivent comme un « homme modeste, causeur charmant, [avec] une science de l'art fort grande, sans aucune pédanterie. »
Entre ses longs séjours à Londres, Douvres, et Haarlem, Emile Hoeterickx participe régulièrement aux Salons de Bruxelles, ainsi qu’à l'Exposition Universelle de Paris de 1900, où il obtient une médaille de bronze. Dans le cadre de l'Exposition universelle de Bruxelles de 1910, il décore le char L'Hiver du cortège des saisons envoyé par la commune d'Ixelles. En 1912, il se rend en Italie, où il réalise des aquarelles.
Emile Hoeterickx meurt, à l'âge de 70 ans, à l'Institut Depage, à Ixelles le 19 mai 1923. Ses funérailles ont lieu, quatre jours plus tard, à l'église de l'Annonciade.

## Œuvres

### Évolution du champ pictural
Au début de sa carrière, Emile Hoeterickx réalise quelques scènes à caractère social, mais s'oriente rapidement vers des scènes urbaines, et mondaines traduisant la vie sociale des parcs et l'animation des rues de Bruxelles, de même que l'atmosphère raffinée des plages. Tout en continuant à apprécier favorablement la beauté de ses dessins, Vincent van Gogh exprime ses regrets au sujet de cette évolution dans deux lettres adressées à son frère Théo en 1882 et 1883.
Selon l'historien de l'art Laurent Stevens, sa manière de peindre rappelle la peinture de théâtre, et également celle de James Abbott McNeill Whistler. Les deux artistes partageant souvent le style cotonneux et la touche libre dans les scènes mondaines baignant sous une lumière irréelle.

### Expositions

#### Expositions triennales
- Salon de Bruxelles de 1872 : Grand'maman et Au parc de Bruxelles (aquarelles)[4].
- Salon de Gand de 1877 (XXX) : L'Amazone (aquarelle) et À la foire (gravure)Société royale pour l'encouragement des beaux-arts, Salon de Gand de 1877, Gand, Eug. Vanderhaeghen, 1877, 175 p. (lire en ligne), p. 141.
- Salon de Gand de 1880 (XXXI) : Une Rue en Hollande(aquarelle)[12].
- Salon de Bruxelles de 1881 : Sur la pelouse et Matinée à Douvres (aquarelles)[13].
- Salon de Gand de 1883 (XXXII) : Arrivée de la malle à Douvres et Les Canards[14].
- Salon de Bruxelles de 1884[15].
- Salon de Bruxelles de 1887 : Waterloo Bridge, Londres[16].
- Salon de Bruxelles de 1893 : Femmes d'Ostende, Vieux Marché (Bruxelles) et Pèlerinage autour de l'église(peintures), Plage d'Ostende, Meet of the coaching club (Hyde Park) et London Bridge (aquarelles)[17].
- Exposion universelle d'Anvers de 1894 : Plage et Hyde Park corner[18].
- Salon de Bruxelles de 1897 : Vieux Marché (peinture) et deux aquarelles : Rue de Haarlem et Ostende[19].
- Salon de Gand de 1899 (XXXVII) : Le Ravin[20].
- Salon de Bruxelles de 1900 : Les Pèlerins de Canterbury (Chaucer) et Malines, le soir[21].
- Salon de Gand de 1902 (XXXVIII) : des aquarelles[22].
- Salon de Bruxelles de 1903 : Vieille Maison, Marché (peintures) et trois aquarelles : Holywell row, Sous les chênes et Femme en prière[23].
- Salon de Bruxelles de 1907 : Marée basse[24].

#### Expositions aux cercles artistiques belges
- Exposition du Lucas Huys à Bruges (janvier 1877) : le roi Léopold II acquiert Le Jeune Flûtiste de Emile Hoeterickx[6].
- Exposition au Cercle artistique de Bruxelles (mai 1880) : La Marchande de légumes[25].
- Exposition au Cercle artistique de Bruxelles (X) (avril 1882) : Marché aux fleurs à Bruxelles[26].
- Exposition triennale de Namur (1883)[27].
- Exposition de L'Essor (VIII) (de fin 1883 à janvier 1884) : Coup de vent et Le Soir, Ramsgate[28].
- Exposition de L'Essor  (en février 1885) : L'Orpheline[29].
- Exposition de L'Essor (IX) (de fin 1885 à janvier 1886) : Brouillard[30].
- Exposition de L'Essor (X) (en mars 1887) : La Marchande de fruits et des souvenirs de Londres[31].
- Exposition de la Société royale belge des aquarellistes (XXIX) du printemps 1889 : des aquarelles de Londres[32].
- Exposition de la Société royale belge des aquarellistes (XXX) de l'hiver 1889-1890 : des aquarelles de Londres[33].
- Exposition de L'Essor (XV) - rétrospective - (en avril 1891) : des lithographies[34].
- Exposition à Tournai en septembre 1891)[35].
- Exposition de la Société royale belge des aquarellistes (XXXI) de 1891 : Varech et Vieux marché[36].
- Exposition de la Société royale belge des aquarellistes (XXXIII) de 1892[37].
- Exposition de la Société royale belge des aquarellistes (XXXIV) de 1893 : vues de plages et une Marine nocturne[38].
- Exposition de la Société royale belge des aquarellistes (XXXVII) de 1896 : vues de Londres, Haarlem et Bruxelles[39].
- Exposition de la Société royale belge des aquarellistes (XXXVIII) de 1897 : Les Fleurs (Grand-place)[40].
- Salon de l'Aréopage du XXe siècle en 1898[41].
- Exposition de la Société royale belge des aquarellistes (XXXIX) de 1898[42].
- Exposition de la Société royale belge des aquarellistes (XL) de 1899 : Le Soir à Malines[43].
- Exposition de la Société royale belge des aquarellistes (XLI) de 1900 : vues de Londres, Haarlem et Bruxelles[44].
- Exposition de la Société royale belge des aquarellistes (XLII) de 1901 : Procession et Dentellières à Bruges[45].
- Exposition de la Société royale belge des aquarellistes (XLIII) de 1902 : Marché de Bruxelles, Marché du Sablon et Marché Sainte-Catherine[46].
- Exposition de la Société royale belge des aquarellistes (XLIV) de 1903 : Place de la Chapelle (Bruxelles)[47].
- Exposition de la Société royale belge des aquarellistes (LV) de 1904 : Plage[48].
- Exposition pour L'œuvre du vêtement d'Ixelles en 1905[49].
- Exposition de la Société royale belge des aquarellistes (XLVI) de 1905 : Soir d'été[50].
- Exposition de la Société royale belge des aquarellistes (XLVII) de 1906 : Eucalyptus, Pêcheurs d'Islande et Marée basse[51].
- Exposition de la Société royale belge des aquarellistes (XLVIII) de 1907 : coins de parc, coins de plages[52].
- Exposition de la Société royale belge des aquarellistes (XLIX) de 1908 : le gouvernement acquiert une de ses aquarelles[53].
- Exposition de la Société royale belge des aquarellistes (L) de 1909[54].
- Exposition de la Société royale belge des aquarellistes (LI) de 1910[55].
- Exposition de la Société royale belge des aquarellistes (LII) de 1911 : Jeune Femme[56].
- Exposition de la Société royale belge des aquarellistes (LIII) de 1912 : vues d'Italie[11].
- Exposition de la Société royale belge des aquarellistes (LIV) de 1913 : vues de Venise[57].

### Expositions en Europe
- Salon des artistes français à Paris en 1880 : Londres (aquarelles)[58].
- Salon des artistes français à Paris en 1881 : Londres (peinture)[59].
- Salon des artistes français à Paris en 1882 : Arrivée de la malle à Douvres (peinture)[60].
- Exposition universelle de 1900 à Paris : il reçoit une médaille de bronze[61].

### Collections muséales
Des œuvres de Emile Hoeterickx sont visibles notamment au Musée Charlier, au Musée d'Ixelles, au Musée des Beaux-Arts de Tournai, au Musée royal des Beaux-Arts d'Anvers, au Palais des Beaux-Arts de Lille, à la National Gallery de Londres.

### Galerie

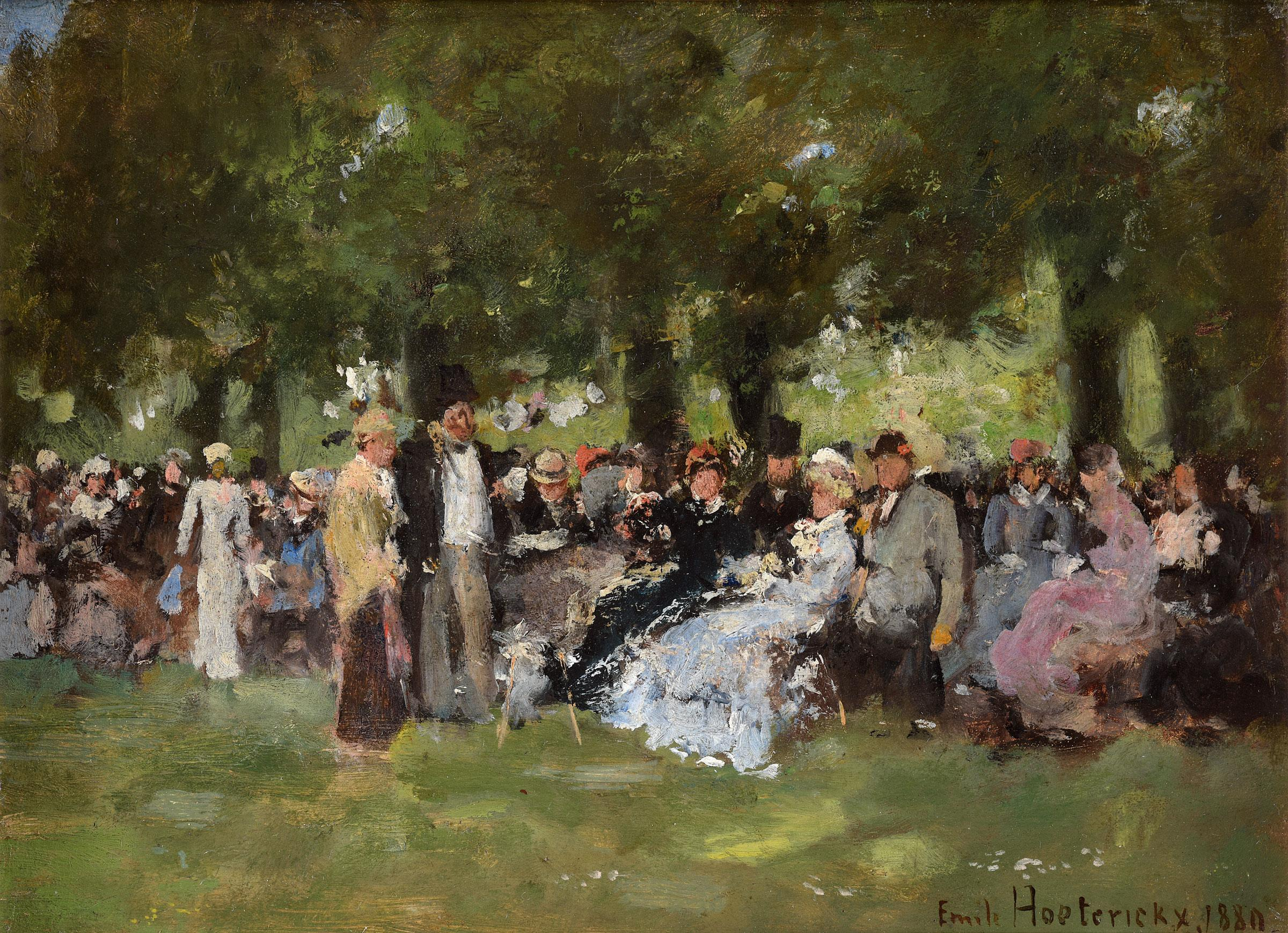
Festivités au parc (1880).
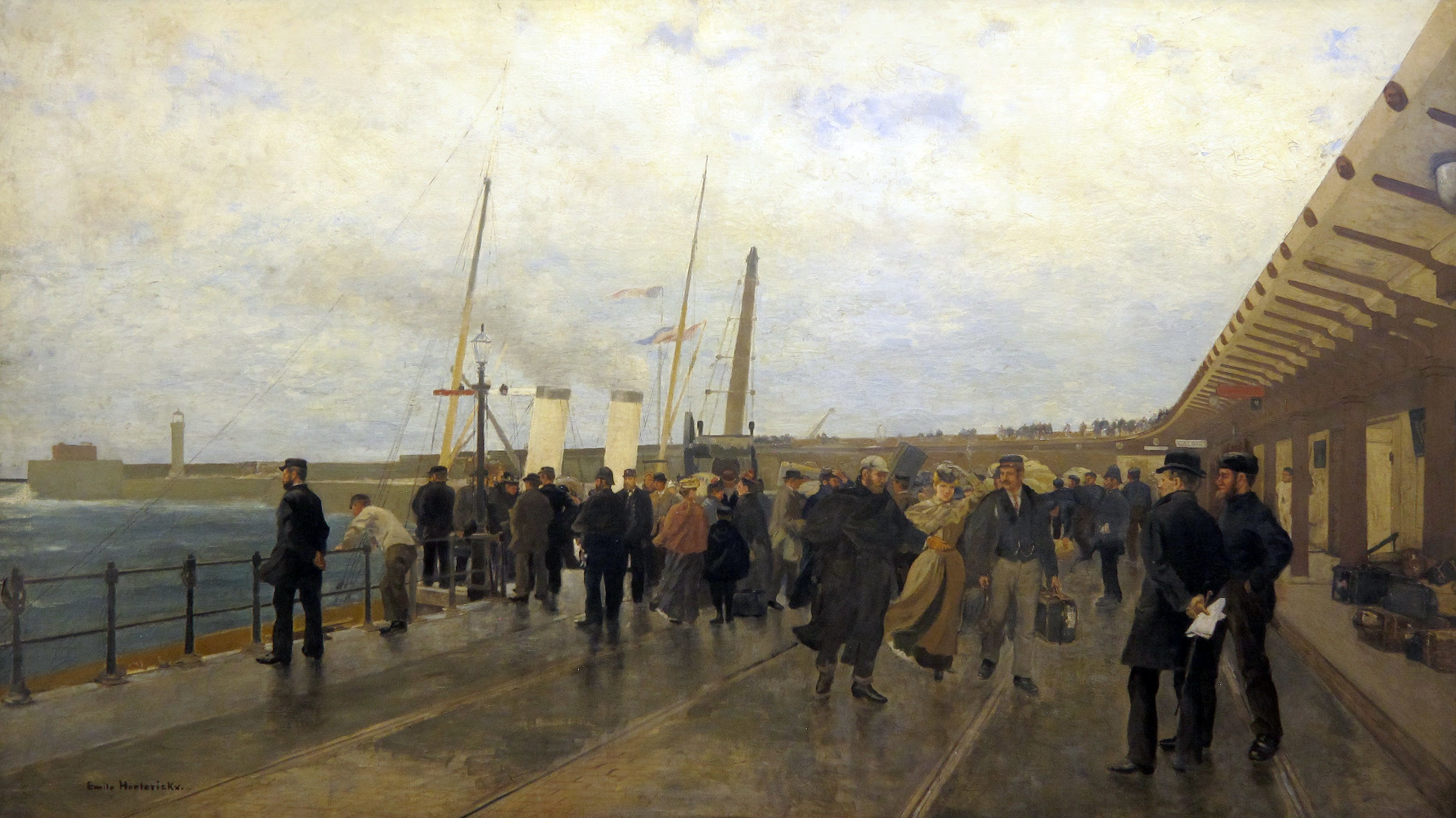
Arrivée de la malle à Douvres (1882).
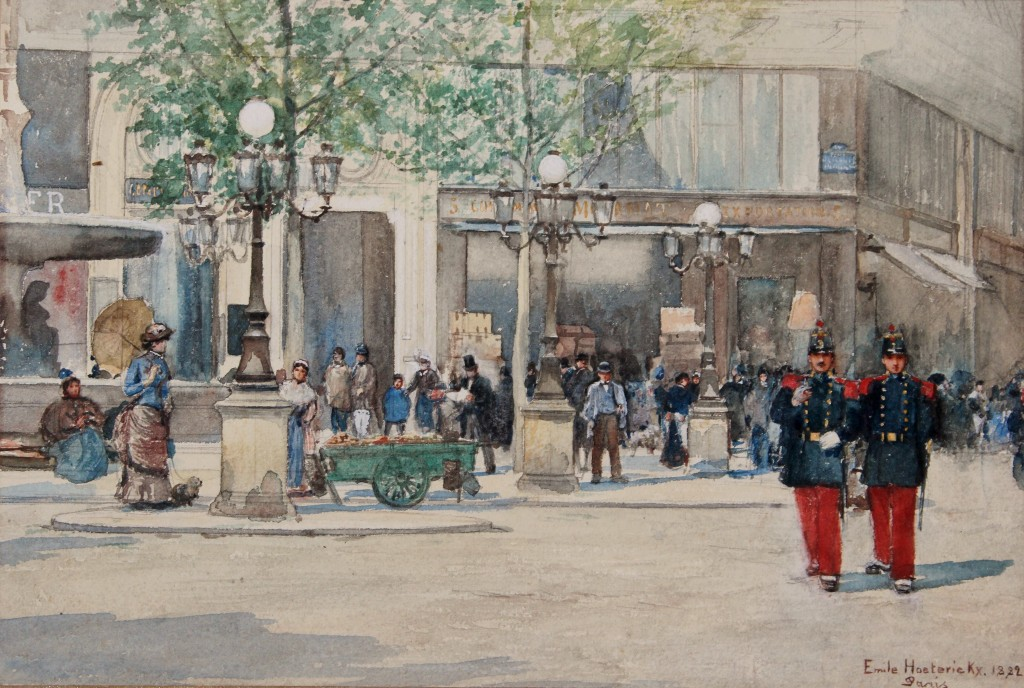
La Place du Théâtre Français à Paris (1882).
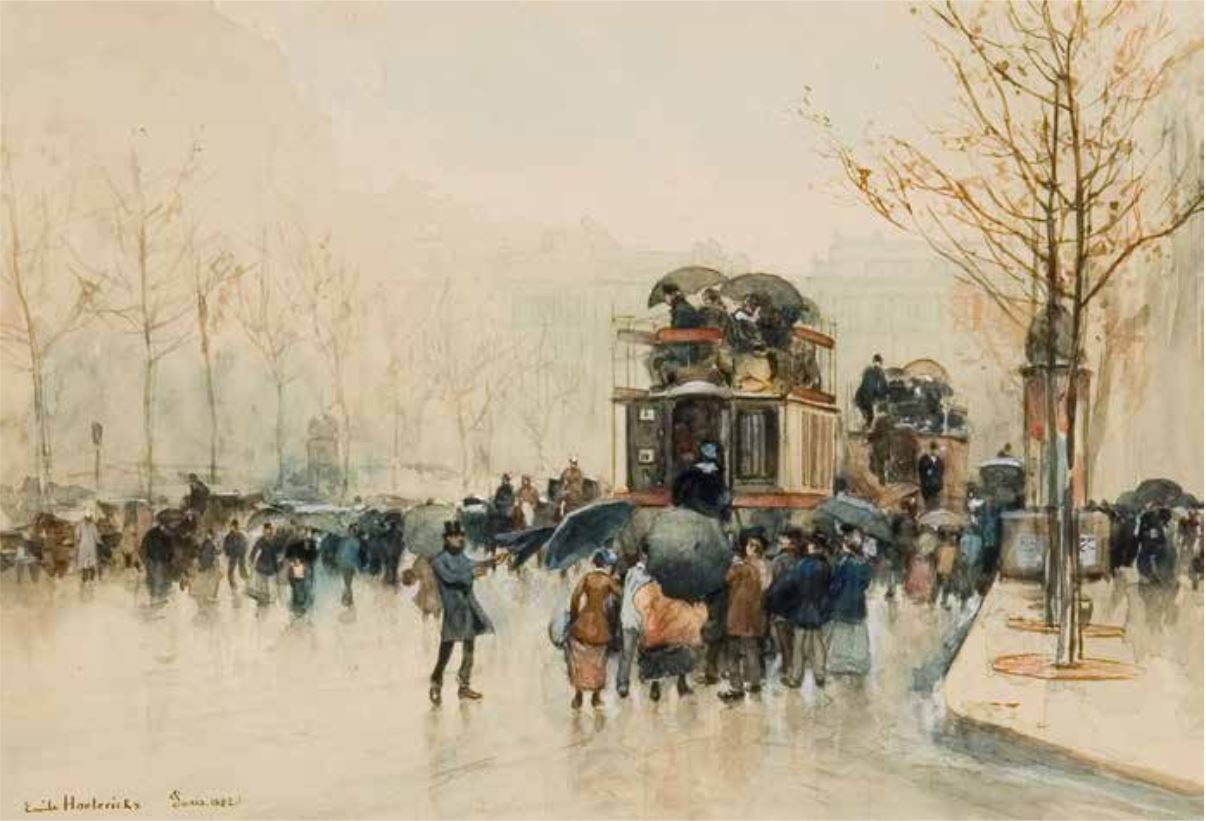
Paris (1882).

## Distinction
- Chevalier de l'ordre de Léopold (17 mai 1896)[9],[3].